# 中国—黎巴嫩关系
中国—黎巴嫩关系（阿拉伯语：العلاقات الصينية اللبنانية），简称中黎关系，是指歷史上的中國和黎巴嫩、以至現在中華人民共和國與黎巴嫩共和國之間的雙邊關係。

## 歷史
美籍黎巴嫩人马海德是首個成為中华人民共和国公民的外国人；他在第一次國共內戰時加入中国共产党，曾参與兩次國共內戰和中國抗日戰爭，在八路军、工农红军和解放军都曾担任高级军职。马海德在中華人民共和國成立後致力于公共卫生事业，病逝後被安葬於北京市八宝山革命公墓。
黎巴嫩與中華民國在1954年建交。黎巴嫩一直實行親西方政策，但時任總理拉希德·卡拉米領導下的黎巴嫩内阁在1955年向中华人民共和国示好，並主动提出與中华人民共和国签署协定:144。1956年下半年，中華人民共和國政府在黎巴嫩設立商務代表處；翌年，黎巴嫩在聯合國討論中國代表權問題的會議上支持美國提出的緩議案，中華人民共和國政府因而召回駐當地的商務代表，並於1960年上半年撤回代表處:126。
其後，由於中華人民共和國在中東問題上的立場偏向支持阿拉伯國家、反對以色列，一些黎巴嫩左派議員促請政府承認中華人民共和國:17。1958年7月中旬，美國派兵登陆黎巴嫩；中華人民共和國的文化团体、民主党派、工廠、學校以及共青团隨即舉行集會，抗議美國此舉。
中華人民共和國和黎巴嫩共和國在1971年11月建立外交關係:148；建交後，兩國的双边关系平稳发展。
2020年8月4日，黎巴嫩首都发生爆炸，中国是其中一个为黎巴嫩提供支援的国家，中共中央总书记、中国国家主席习近平向黎巴嫩总统米歇尔·奥恩发慰问电。

## 經貿關係
- 中國出口到黎巴嫩的产品[12]
- 黎巴嫩出口到中國的产品[13]

截至2013年，中華人民共和國是黎巴嫩最大的贸易伙伴和进口來源国。在該年，中黎兩國的双边贸易总额為23.12亿美元，比去年增长約30%；其中中国向黎巴嫩出口22.83亿美元，黎巴嫩則向中国出口約0.29億美元。中国出口到黎巴嫩的商品包括机械器具、电器设备、卑金屬、塑料、纺织品等，黎巴嫩則主要出口卑金屬及其制品到中国。

## 文化關係
中黎兩國在1992年签订文化协定，但黎巴嫩因內战而沒有完成法律手续，導致协定未能生效；2002年，中華人民共和國與黎巴嫩签署有關文化交流的协議，两国之間的官方交流從此逐漸增加。中国的体育代表队曾在70年代到访黎巴嫩，而黎巴嫩的文化官员亦曾訪華:283。
黎巴嫩籍球员、前黎巴嫩国家足球队队长安塔尔从2009年起就开始在中国足球超级联赛踢球，目前效力于杭州绿城足球俱乐部。
第一所設於阿拉伯国家的孔子學院為圣约瑟夫大学孔子學院；根據圣约瑟夫大学與沈阳师范大学簽訂的协议，兩所學府将致力推广汉语和中华文化，向黎巴嫩和其他阿拉伯国家的人民提供中医学、中国武术、中菜、漢字書法等領域的培训，並為當地政府、企業與机构提供有关中华人民共和国政治和经济的咨询服务。
中國女作家冰心曾翻譯黎巴嫩作家紀伯倫·哈利勒·紀伯倫的作品；時任黎巴嫩總統埃利亞斯·赫拉維親自簽署命令，向冰心授予騎士等級的國家雪松勳章，表揚她讓紀伯倫的作品得以在中國傳播:676–677。

## 軍事關係
1978年，联合国設立派驻黎巴嫩的临时部队；临时部队的任务期原為半年，但黎巴嫩國內的冲突未見止息，因此該部队的任务期一再延长。2006年上半年，中華人民共和國在國際社會敦促之下派遣解放軍非戰鬥部隊參與聯合國联合国驻黎巴嫩临时部队；截至2008年4月，中國在黎巴嫩駐有約390名兵員:81, 128, 172。
驻黎巴嫩中国部隊的任務包括排雷、建设公路等，亦在當地設有醫院，向當地平民和其他兵員提供推拿按摩等服務。
2014年7月下旬，驻黎巴嫩的中國官兵被授予联合国和平荣誉勋章；联合国驻黎巴嫩临时部队司令盧西亞諾·波爾托拉諾在授勋仪式上稱讚中華人民共和國的军人作风一流，指他們是联合国驻黎巴嫩部队的典范。

## 外部連結
- 中华人民共和国驻黎巴嫩共和國大使馆官方网站（简体中文）（英文）
  - 中华人民共和国驻黎巴嫩共和国大使馆经济商务处官方网站（简体中文）
- 黎巴嫩驻华大使馆官方网站（简体中文）（英文）（阿拉伯文）